# 曾衍德
曾衍德（1962年11月—），男，汉族，中华人民共和国政治人物。现任中华人民共和国农业农村部总农艺师、发展规划司司长。